# Norman Davies
Ivor Norman Richard Davies (* 8. června, 1939, Bolton, Spojené království) je britský historik velšského původu, který se ve svých pracích zaměřil na historii Polska, Evropy a Britských ostrovů.

## Biografie
Davies vystudoval historii na Magdalen College (University of Oxford). Chtěl získat doktorát v Sovětském svazu, nedostal však vstupní víza. Místo SSSR zvolil Jagelonskou univerzitu v Krakově, kde se zabýval Sovětsko-polskou válkou.
V roce 1985 Davies přednášel jako host na Stanfordově univerzitě, kde se ucházel o stálé místo.
V lednu 1986 však členové katedry historie jeho žádost poměrem hlasů 12:11 zamítli. Jedním z důvodů byly spory o Daviesův pohled na polsko-židovské vztahy a problematiku holokaustu. Davies univerzitu zažaloval, soud prvního stupně i odvolací soud však jeho žalobu zamítly.

## Publikační činnost
- White Eagle, Red Star: The Polish-Soviet War, 1919-20. London : Macdonald and Co., 1972. ISBN 0-356-04013-5. (česky Bílý orel, rudá hvězda. Polsko-sovětská válka 1919–1920 a "zázrak nad Vislou". Praha : BB/art, 2006. 311 s. ISBN 80-7341-939-4.)
- God's Playground. A History of Poland. Vol. 1: The Origins to 1795, Vol. 2: 1795 to the Present. Oxford : Oxford University Press, 1981. ISBN 0-19-925339-0 / ISBN 0-19-925340-4.
- Europe: A History. Oxford : Oxford University Press, 1996. ISBN 0-19-820171-0. (česky Evropa. Dějiny jednoho kontinentu. Praha : Prostor : Knižní klub, 2000. 1365 s. ISBN 80-7260-014-1. 2. vyd. Praha : Prostor : Academia, 2005. 1365 s. ISBN 80-7260-138-5.)
- The Isles. A History. Oxford : Oxford University Press, 1999. ISBN 0-19-513442-7. (česky Ostrovy. Dějiny. Praha : BB art, 2003. 975 s. ISBN 80-7341-090-7.)
- Heart of Europe : The Past in Poland's Present. Oxford : Oxford University Press, 2001. ISBN 0-19-280126-0. (česky Polsko. Dějiny národa ve středu Evropy. Praha : Prostor, 2003. 481 s. ISBN 80-7260-083-4.)
- Microcosm: Portrait of a Central European City. London : Jonathan Cape, 2002. ISBN 0-224-06243-3. (česky Mikrokosmos. Portrét jednoho středoevropského města. Praha : BB/art, 2006. 607 s. ISBN 80-7341-799-5.) (spoluautor Roger Moorhouse).
- Rising '44. The Battle for Warsaw. London: Pan Books, 2004. ISBN 0-333-90568-7. (česky Boj o Varšavu. Povstání Poláků proti nacistům 1944. Praha : Prostor, 2005. 684 s. ISBN 80-7260-147-4.)
- Europe East and West : A Collection of Essays on European History. London : Jonathan Cape, 2006. ISBN 0-224-06924-1.
- Europe at War 1939–1945: No Simple Victory. London : Macmillan, 2006. ISBN 0-333-69285-3. (česky Evropa ve válce 1939–45. Žádné jednoduché vítězství. Praha : BB/art, 2007. 542 s. ISBN 978-80-7381-203-4.)
- To and From. Modern Poland: a journey through postal history. Warszawa : Rosikon Press, 2008. 359 s. ISBN 978-83-88848-64-3.
- Vanished kingdoms : the lives and afterlives of Europe's lost realms. London : Allen Lane, 2010. ISBN 978-1-84614-338-0.
- Trail of Hope: The Anders Army, An Odyssey Across Three Continents. Osprey Publishing, 2015.

## Ocenění
- Řád bílé orlice (2012)[4]
- Rytíř Řádu znovuzrozeného Polska
- Čestní občan Krakova (1999)[5], Lublina[6], Vratislavi, Varšavy